# دمیتری شپیلوف
دمیتری ترومیفومیچ شپیلوف (روسی: Дми́трий Трофи́мович Шепи́лов؛ یک سیاست‌مدار و وکیل اهل اتحاد جماهیر شوروی سوسیالیستی بود که به عنوان وزیر امور خارجه شوروی خدمت می‌کرد.
وی همچنین برنده جوایزی همچون درجه پرچم سرخ و نشان لنین شده است.